# Ochodaeus cychramoides
Ochodaeus cychramoides är en skalbaggsart som beskrevs av Edmund Reitter 1892. Ochodaeus cychramoides ingår i släktet Ochodaeus och familjen Ochodaeidae. Inga underarter finns listade i Catalogue of Life.